# James River (Red Deer River)
Der James River ist ein ca. 95 km langer linker Nebenfluss des Red Deer River im Westen der kanadischen Provinz Alberta. 

## Flusslauf
Der James River entspringt am Ostrand der Kanadischen Rocky Mountains. Der 1673 m hoch gelegene Bergsee James Lake bildet den Ursprung des Flusses. Der James River fließt in überwiegend ostnordöstlicher Richtung durch die Vorberge der Rocky Mountains. Nach knapp 50 km erreicht er die Great Plains. 9 km oberhalb der Mündung überquert der Alberta Highway 22 den Fluss. Dieser mündet schließlich 13 km nordnordöstlich von Sundre in den Red Deer River. Der James River bildet entlang seinem Flusslauf zahlreiche Flussschlingen aus.

## Hydrologie
Der James River entwässert ein Areal von etwa 850 km². Der mittlere Abfluss 11 km oberhalb der Mündung beträgt 4,4 m³/s. Der Juni ist mit im Mittel 13,3 m³/s der abflussstärkste Monat.